# Crassula minuta
Crassula minuta (лат.) — вид однолетних растений рода Толстянка (Crassula) семейства Толстянковые (Crassulaceae), естественно произрастающий на территории Капской провинции Южно-Африканской Республики.

## Название
Родовое латинское название Crassula происходит от латинского слова crassus, — «толстый», в основном из-за присутствия у растений этого рода сочных листьев.
Видовой эпитет minuta переводится с латыни как — «очень маленький, мелкий, незаметный».

## Ботаническое описание
Однолетние растения, имеют прямостоячие ветви длиной 10–30 мм, которые часто выглядят проволочными и голыми. Листья сидячие, линейно-эллиптические, размером 1—2 (-3) х 0,5—1 мм, обычно тупые. Сверху они обычно плоские, а снизу выпуклые, мясистые и голые, от зеленого до красновато-коричневого.
Соцветие представляет собой тирс с одним или несколькими дихазиями, включающими 4-членные цветки на коротких цветоножках. Чашелистики эллиптически-ланцетные, длиной 1–1,5 мм, с тупыми остриями, голые, от зеленого до красновато-коричневого. Венчик более или менее чашевидный, у основания слегка сросшийся, белого или кремового цвета, иногда с красноватым оттенком. Тычинки с жёлтыми пыльниками.
Время цветения: сентябрь, октябрь.

## Распространение и экология
Растение произрастает в Южной Африке (Западно-Капская провинция, Северо-Капская провинция), обычно встречается в неглубоких скальных котловинах, расположенных на вершинах гор.

## Таксономия
Crassula minuta Toelken, первое упоминание в J. S. African Bot. 41: 108 (1975).

### Синонимы
Гомотипные (основанные на одном и том же номенклатурном типе):
- Tillaea minuta (Toelken) V.V.Byalt (2002)